# Merník
Merník este o comună slovacă, aflată în districtul Vranov nad Topľou din regiunea Prešov. Localitatea se află la altitudinea de 176 m deasupra n.m., se întinde pe o suprafață de 11,59 km2 și în 2017 număra 610 locuitori.

## Istoric
Localitatea Merník este atestată documentar din 1363.

## Demografie
| An:                | 1994 | 2004   | 2014   | 2024   |
| ------------------ | ---- | ------ | ------ | ------ |
| Număr de persoane: | 651  | 628    | 607    | 584    |
| Diferență:         |      | −3,53% | −3,34% | −3,78% |

| An:                | 2023 | 2024   |
| ------------------ | ---- | ------ |
| Număr de persoane: | 588  | 584    |
| Diferență:         |      | −0,68% |